# Pakashan 150D
Pakashan 150D är ett reservat i Kanada.   Det ligger i provinsen Alberta, i den centrala delen av landet, 3 000 km väster om huvudstaden Ottawa.
Trakten runt Pakashan 150D består till största delen av jordbruksmark. Trakten runt Pakashan 150D är nära nog obefolkad, med mindre än två invånare per kvadratkilometer.